# Escuela de Música Thornton
La Escuela de Música de USC Thornton (en inglés: USC Thornton School of Music) es una escuela de música en Los Ángeles, California, Estados Unidos. Fue fundada en 1884 cuatro años después del Universidad del Sur de California y es la escuela de música más vieja en California. Fue nombrada en 1999 en honor a la filántropa Flora L. Thornton. La escuela ofrece grados en más de veinte disciplinas en música clásica, música contemporánea, y investigación y  estudios académicos.